# Шипов, Николай Павлович
Николай Павлович Шипов (1806—1887) — русский помещик-новатор, член Московского общества сельского хозяйства, почётный член Императорской Академии художеств. Действительный статский советник. Владелец усадьбы Александровское-Осташёво.

## Биография
Происходил из костромской ветви дворян Шиповых. Родился 18 (30) марта 1806 года в имении Бельково Солигаличского уезда Костромской губернии, в семье надворного советника Павла Антоновича Шипова (1762—1835) и Елизаветы Сергеевны,  урождённой Щулепниковой (ум. 1808). Был младшим ребёнком в семье; у него было четыре брата и четыре сестры: Сергей (1790—1876), Иван (1793—1845), Мария (1792—1874), Надежда (1795—1877), Елизавета (1796—1883), Александр (1800—1878), Домна (1802—1862), Дмитрий (1805—1882).
Получил домашнее образование под руководством отца и старшей сестры. В 1823 году поступил в Школу гвардейских подпрапорщиков и кавалерийских юнкеров. С 1825 года — прапорщик лейб-гвардии Семёновского полка. В 1837 году был переведён в Белёвский Егерский полк, в 1838 году назначен батальонным командиром. В 1839 году Шипов вышел в отставку с чином полковника.
В 1840 году был определён в Почтовый департамент с чином коллежского советника, в 1845 году пожалован в чин статского советника, а весной 1849 года вышел в отставку. Имея скромный доход, он решил заняться прибыльным делом и, разбогатев, купить имение, где основать производство сельскохозяйственной продукции. Прожив несколько лет в Симбирске, он смог заработать миллионное состояние на участии в торгах на винных откупах и осуществил задуманное.

## Сельскохозяйственные инновации
Летом 1854 года Н. П. Шипов купил с торгов имения А. Н. Муравьева при селе Осташёво, Можайского уезда и селе Ботово, Волоколамского уезда.
Николай Павлович вел хозяйство в имениях на научной основе и прославился как сельскохозяйственный деятель. Он ввёл в обширных размерах плодопеременный, десятипольный севооборот, а молочное хозяйство поставил лишь как подсобную отрасль. Для переработки молочных продуктов, получаемых от содержавшихся в имении 200 коров, улучшенных северных пород, была устроена сыроварня, вверенная приглашённому из Швейцарии специалисту. Когда в 1855 году в Московском обществе сельского хозяйства возникла мысль о подготовке русских опытных сыроваров-практиков, Шипов предложил использовать для этой цели его сыроварню. С 1856 года в его имение стали посылать для практических занятий воспитанников Московской сельскохозяйственной школы. В феврале 1857 года Общество избрало его в свои действительные члены, сделав его начальником своего II-го отделения и главным руководителем состоявшего при отделении учебно-практического хутора. Приняв хутор в запущенном виде, Шипов принялся обустраивать его за свой счет. К началу следующего года хутор был неузнаваем: почти все бывшие здания были капитально переделаны и вновь выстроен целый ряд других, осушена почва, подготовлен десятипольный плодосменный севооборот, приобретено 60 голов крупного рогатого скота, преимущественно холмогорской и английской пород и, наконец, сооружен механический завод, на котором стали изготовляться различные сельскохозяйственные орудия и машины, как для нужд хутора, так и по посторонним заказам. В первый же год после преобразования хутора число практиковавшихся на хуторе лиц увеличилось в десять раз. «За восстановление и приведение в порядок учебно-практического хутора, соответственно с его назначением и достоинством общества» Шипов был награждён Обществом золотой медалью.
В середине 1858 года Обществом сельского хозяйства был устроен скотный двор с целью разведения племенных животных. Начальником V-го отделения общества, ведавшим улучшением пород сельскохозяйственных животных, и руководителем скотного двора, был назначен Н. П. Шипов. Вскоре, по предложению Шипова и под его непосредственным наблюдением, при скотном дворе была основана ветеринарная больница, которая заменила собой ветеринарную поликлинику, а в сентябре 1859 г., по его же инициативе и при содействии, устроена выставка всяких видов домашних животных и птиц. В «Журнале сельского хозяйства», издававшемся Московским обществом, Шипов в 1855 г. поместил статью «О выделке льна горячей вымочкой» (№ 2. отд. 2), в которой проявил значительную эрудицию в технике волокнистых веществ. 25 января 1858 г. награждён золотою медалью за восстановление и приведение в порядок учебного хутора.

## Последние годы
Имея поместья и собственный дом в Москве на ул. Лубянке, д. 14, купленный в 1857 году у вдовы графа Н. В. Орлова-Денисова, Н. П. Шипов решил стать фабрикантом. В 1858 году вместе с братьями он купил с торгов горные заводы братьев Баташовых — Илевский в Нижегородской губернии и Вознесенский в Тамбовской губернии и там же — Белоключевскую стекольную фабрику. 
Н. П. Шипов был в числе инициаторов учреждения и пайщиков акционерного общества подрядных работ по строительству Московско-Троицкой железной дороги. Он стал соучредителем и издателем одного из первых в России специальных ежемесячных журналов для предпринимателей — «Вестника промышленности». 
В 1863, а также в 1873 годах он избирался гласным Московской городской думы.
В 1875 году Николай Павлович был удостоен звания почётного гражданина города Можайска за общественно-полезную и благотворительную деятельность в уезде. Чувствуя своё нездоровье и трудность в управлении делами, он при жизни разделил между детьми недвижимость. В 1880 году Шипов продал свой дом на Лубянке, для погашения долгов, которые появились после краха одного из банков. В Москве он купил себе квартиру в доме в Дегтярном переулке, где прожил до самой кончины в 1887 году.
Умер 18 (30) ноября 1887 года. Похоронили его рядом с женой с семейной усыпальнице в храме села Осташёва — в Спасской церкви, в приделе Филиппа митрополита.

## Семья

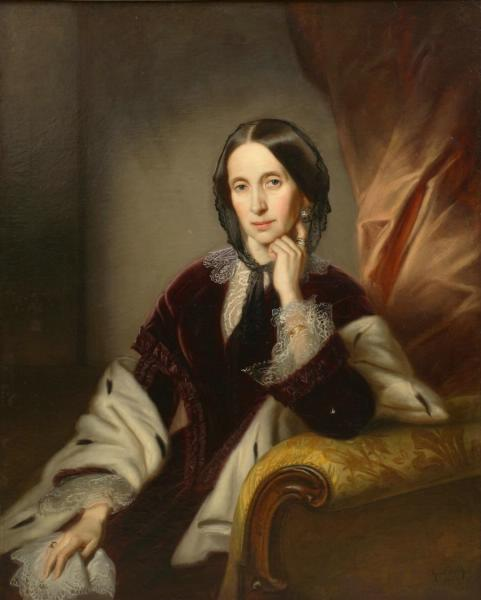
Дарья Алексеевна Шипова.
Художник Карл Лаш, 1855 год.

С 3 июля 1836 года был женат на Дарье Алексеевне Окуловой (1811—1865), младшей дочери генерал-майора Алексея Матвеевича Окулова (1766—1821) и Прасковьи Семеновны Хвостовой (1769—1864). Венчались в Москве в церкви на Пречистенке. Дарья Алексеевна была выпускницей Екатерининского института, её образ увековечил в своих стихах П. Вяземский. Её брак был счастливым. Светскую жизнь она не любила и все время посвящала детям и мужу. В 1860 году лечилась от чахотки в Италии, но здоровье её становилось все хуже. Умерла в апреле 1865 года и была похоронена в Осташёве. В браке имела детей:
- Николай Николаевич (1838—16.05.1845), умер от скарлатины.
- Ольга Николаевна (1842—1915), с 1860 года замужем за Борисом Сергеевичем Шереметевым (1822—1906).
- Прасковья Николаевна (1843—16.05.1845), умерла от скарлатины.
- Николай Николаевич (1846—1911), генерал от кавалерии. Получил от отца дом в Петербурге, конные заводы, акции Николаевской железной дороги.
- Филипп Николаевич (1848—1926), выпускник Пажеского корпуса, служил в Кавалергардском полку, с 1870 года поручик в отставке. Получил от отца имение Осташёво, два винокурных завода, чугуноплавильный и железоделательный заводы, дом в Симбирске.
- Дмитрий Николаевич (1851—1920), камергер, земский деятель. Получил имение Ботово и акции.